# Rush de Rapid City
Le Rush de Rapid City est une franchise professionnelle de hockey sur glace en Amérique du Nord qui évolue dans l'ECHL. L'équipe est basée à Rapid City au Dakota du Sud.

## Historique
La franchise a été créée en 2008 et est engagée dans la Ligue centrale de hockey.

## Palmarès
- Coupe Ray Miron : 2010.

## Logo

Logo secondaire depuis la saison 2008-09
Logo secondaire depuis 2009-10